# رجل الذئب الهلدبرندي
رجل الذئب الهلدبرندي (الاسم العلمي:Lycopodium hildebrandtii) هو نوع من النباتات يتبع جنس رجل الذئب من فصيلة الرجل الذئبية.